# Línea 142 (Montevideo)
La línea 142 es una línea urbana de Montevideo que une la Plaza España con Punta Gorda en Montevideo, o la Rambla Costanera de San José de Carrasco.

## Características
Hasta mediados del año 2018, su recorrido entre Cordón y Plaza España se realizaba circulando la Avenida 18 de Julio A consecuencia de esta decisión comenzó a circular en el sentido ida, por la calle Colonia, y a la inversa por la calle Mercedes.  Pero al poco tiempo, modificó nuevamente el recorrido. 

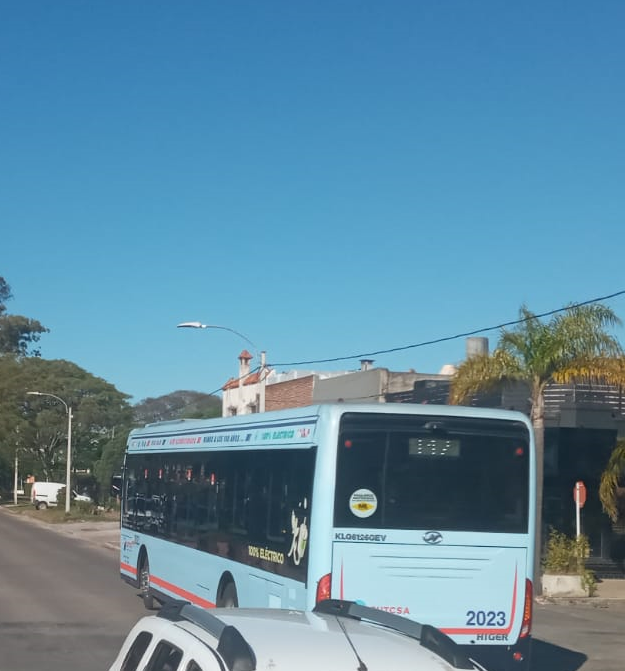
Circulando por la Avenida Rivera

## Recorridos
En ambos sentidos circula por los barrios Ciudad Vieja, Centro, Cordón, Parque Batlle, Pocitos, Pocitos Nuevo, Buceo, Malvín Nuevo, Malvín, Punta Gorda, Carrasco, Barra de Carrasco y Shangrilá.
| Ida Desde Plaza España - Camacua - Brecha - Buenos Aires - Liniers - San José - Ejido - Avenida 18 de Julio - Constituyente - José Enrique Rodó - Bulevar Artigas - Avenida General Rivera - Dr Alejandro Gallinal - Aconcagua - Caramuru - Líbano - Avenida General Rivera - Rafael Barradas - Rambla Tomás Berreta - Límite departamental - Rambla Costanera hasta calle Ecuador, terminal. Ida (Desde Aduana) - Juan Lindolfo Cuestas - Buenos Aires - Circunvalación Plaza Independencia - Florida - San José - Continúa a su ruta.... Ida (Hacia Punta Gorda) - Ruta anterior - Avenida General Rivera - Doctor Alejandro Gallinal - Aconcagua - Caramurú - Avenida San Marino - Siria - San Nicolás - Avenida Bolivia - Avenida General Rivera - Continúa sin espera hacia el centro... | Vuelta Desde Costanera (Ancap) - Rambla Costanera - Rambla Tomás Berreta - Rafael Barradas - Avenida General Rivera - Daniel Fernández Crespo - Colonia - Florida - Circunvalación Pza Independencia - Liniers - Ciudadela - Camacuá (Plaza España) Vuelta (Desde Punta Gorda) - Avenida General Rivera - Avenida San Marino - Siria - San Nicolás - Avenida Bolivia - Avenida General Rivera - Daniel Fernández Crespo - Colonia - Florida - Circunvalación Pza Independencia - Liniers - Ciudadela - Camacuá |

## Destinos intermedios
Ida
- Punta Gorda (Siria y San Nicolás)

Vuelta
- Bulevar Artigas y Avenida General Rivera
- Intendencia (Colonia y Ejido)